# Brezni Vrh
Brezni Vrh je naselje v Občini Radlje ob Dravi.